# (15902) Dostál
(15902) Dostál – planetoida z grupy pasa głównego asteroid okrążająca Słońce w ciągu 3 lat i 146 dni w średniej odległości 2,26 j.a. Została odkryta 13 września 1997 roku w Ondřejov Observatory przez Lenkę Šarounovą. Nazwa planetoidy pochodzi od Víta Dostála (ur. 1959), czeskiego rowerzysty globtrotera, który przemierzył na rowerze ponad 60 000 km. Przed nadaniem nazwy planetoida nosiła oznaczenie tymczasowe (15902) 1997 RA9.